# Sesostranus longipes
Sesostranus longipes is een hooiwagen uit de familie Assamiidae.